# Wielona

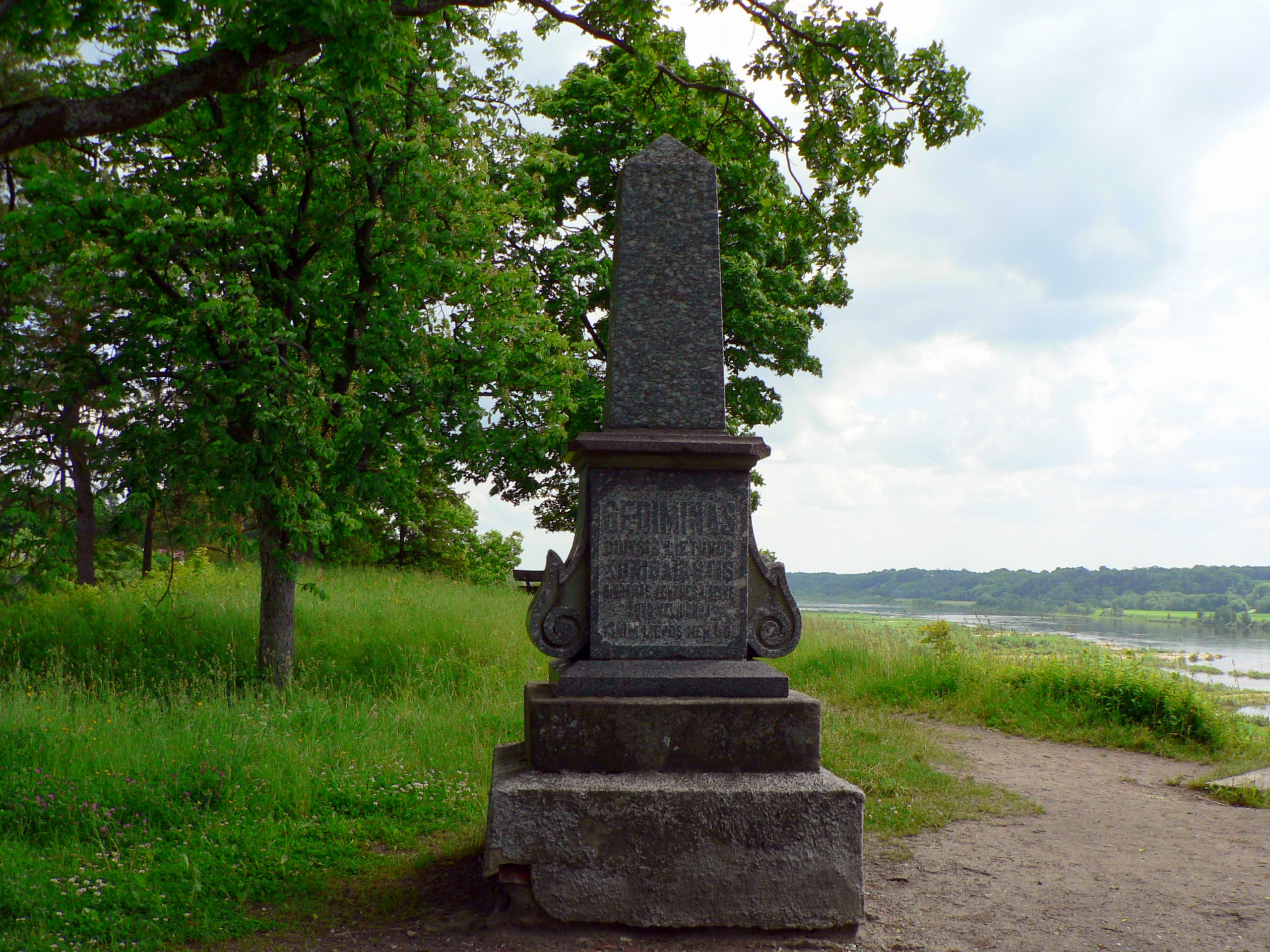
Grób Giedymina

Wielona (lit. Veliuona) – miasteczko na Litwie, położone nad Niemnem, w rejonie jurborskim.
W źródłach historycznych po raz pierwszy wymieniona w 1291 w Chronicon terrae Prussiae Piotra z Dusburga. Na jednym z pobliskich pagórków pochowany został wielki książę litewski Giedymin. Zakon krzyżacki zbudował tutaj fortecę ryglującą środkowy bieg Niemna. W 1412 Witold zbudował w Wielonie zamek, a w 1421 erygował parafię katolicką – kościół jest jednym z najstarszych na Litwie, został rozbudowany w latach 1636–1644 przez Albrychta Stanisława Radziwiłła.
Prawo magdeburskie nadał miastu król Polski Aleksander Jagiellończyk.
Wielona była stolicą jednego z traktów Księstwa Żmudzkiego.
Dobra wielońskie od XV w. należały do królewskich dóbr stołowych i były dzierżawione przez przedstawicieli możnych rodów litewskich.
Na Sejmie w latach 1772–1775 królewszczyznę zamieniono na dobra prywatne i przekazane na własność polskiego księcia Józefa Poniatowskiego. W XIX w. właścicielami byli Zalewscy, a tuż przed I wojną światową kupił P. Wakselis.
W okresie międzywojennym we dworze była szkoła podstawowa, a po II wojnie światowej szkoła średnia. W latach 1920–1922 jej uczniem był Petras Cvirka – litewski pisarz.
Obecnie we dworze jest muzeum krajoznawcze.
W Wielonie urodził się w 1852 Władysław Michał Zaleski – polski duchowny rzymskokatolicki, patriarcha Antiochii, dyplomata w służbie Stolicy Apostolskiej, podróżnik i przyrodnik, botanik.